# Ундзен (город)
Ундзен (яп. 雲仙市 Ундзэн-си) — город в Японии, находящийся в префектуре Нагасаки. Площадь города составляет 206,92 км², население — 44 719 человек (1 июля 2014), плотность населения — 216,12 чел./км².

## Географическое положение
Город расположен на острове Кюсю в префектуре Нагасаки региона Кюсю. С ним граничат города Исахая, Симабара, Минамисимабара.

## Население
Население города составляет 44 719 человек (1 июля 2014), а плотность — 216,12 чел./км². Изменение численности населения с 1980 по 2005 годы:
| 1980 | 58 861 чел. |  |
| 1985 | 57 380 чел. |  |
| 1990 | 55 408 чел. |  |
| 1995 | 54 048 чел. |  |
| 2000 | 52 230 чел. |  |
| 2005 | 49 998 чел. |  |

## Символика
Деревом города считается Benthamidia japonica, цветком — Rhododendron kiusianum.

## Известные уроженцы
- Татибана Сюта, герой русско-японской войны.